# Јасеново (Деспотовац)
Јасеново је насеље у Србији у општини Деспотовац у Поморавском округу. Према попису из 2022. било је 586 становника.
Налази се на 12. километру од Свилајнца према Деспотовцу. Током времена је село мењало позицију тако да се сада све више шири према главном путу.

## Демографија
У насељу Јасеново живи 733 пунолетна становника, а просечна старост становништва износи 47,6 година (46,0 код мушкараца и 49,1 код жена). У насељу има 294 домаћинства, а просечан број чланова по домаћинству је 3,00.
Становништво у овом насељу чине већином Срби, уз значајан проценат Влаха. Изразиту депопулацију у последњој деценији прошлог века треба приписати промени начина вођења пописа, када се становништво које је дуго времена у иностранству више не води као стално, што у случају овог „гастарбајтерског“ села изражено.
|  |

| Демографија | Демографија | Демографија |
| Година      | Становника  | Становника  |
| ----------- | ----------- | ----------- |
| 1948.       | 1.646       |             |
| 1953.       | 1.706       |             |
| 1961.       | 1.786       |             |
| 1971.       | 1.782       |             |
| 1981.       | 1.814       |             |
| 1991.       | 1.747       | 1.163       |
| 2002.       | 882         | 1.544       |
| 2011.       | 959         |             |

| Етнички састав према попису из 2002.‍ | Етнички састав према попису из 2002.‍ | Етнички састав према попису из 2002.‍ | Етнички састав према попису из 2002.‍ | Етнички састав према попису из 2002.‍ |
| ------------------------------------ | ------------------------------------ | ------------------------------------ | ------------------------------------ | ------------------------------------ |
|                                      |                                      |                                      |                                      |                                      |
| Срби                                 | Срби                                 |                                      | 528                                  | 59,86%                               |
| Власи                                | Власи                                |                                      | 317                                  | 35,94%                               |
| Румуни                               | Румуни                               |                                      | 17                                   | 1,92%                                |
| Роми                                 | Роми                                 |                                      | 14                                   | 1,58%                                |
| Хрвати                               | Хрвати                               |                                      | 1                                    | 0,11%                                |
| непознато                            | непознато                            |                                      | 5                                    | 0,56%                                |

| Година пописа     | 1948. | 1953. | 1961. | 1971. | 1981. | 1991. | 2002. |
| ----------------- | ----- | ----- | ----- | ----- | ----- | ----- | ----- |
| Број домаћинстава | 344   | 354   | 380   | 380   | 375   | 359   | 294   |

| Број чланова      | 1  | 2  | 3  | 4  | 5  | 6  | 7 | 8 | 9 | 10 и више | Просек |
| ----------------- | -- | -- | -- | -- | -- | -- | - | - | - | --------- | ------ |
| Број домаћинстава | 71 | 77 | 48 | 28 | 31 | 30 | 7 | 2 | 0 | 0         | 3,00   |

| Пол    | Укупно | Неожењен/Неудата | Ожењен/Удата | Удовац/Удовица | Разведен/Разведена | Непознато |
| ------ | ------ | ---------------- | ------------ | -------------- | ------------------ | --------- |
| Мушки  | 362    | 66               | 249          | 30             | 16                 | 1         |
| Женски | 401    | 36               | 252          | 90             | 16                 | 7         |
| УКУПНО | 763    | 102              | 501          | 120            | 32                 | 8         |

| Пол    | Укупно                    | Пољопривреда, лов и шумарство | Рибарство                            | Вађење руде и камена | Прерађивачка индустрија       |
| ------ | ------------------------- | ----------------------------- | ------------------------------------ | -------------------- | ----------------------------- |
| Мушки  | 202                       | 183                           | 0                                    | 2                    | 3                             |
| Женски | 141                       | 132                           | 0                                    | 0                    | 0                             |
| УКУПНО | 343                       | 315                           | 0                                    | 2                    | 3                             |
| Пол    | Производња и снабдевање   | Грађевинарство                | Трговина                             | Хотели и ресторани   | Саобраћај, складиштење и везе |
| Мушки  | 0                         | 2                             | 7                                    | 0                    | 1                             |
| Женски | 0                         | 1                             | 4                                    | 0                    | 0                             |
| УКУПНО | 0                         | 3                             | 11                                   | 0                    | 1                             |
| Пол    | Финансијско посредовање   | Некретнине                    | Државна управа и одбрана             | Образовање           | Здравствени и социјални рад   |
| Мушки  | 0                         | 0                             | 1                                    | 0                    | 1                             |
| Женски | 0                         | 1                             | 0                                    | 2                    | 1                             |
| УКУПНО | 0                         | 1                             | 1                                    | 2                    | 2                             |
| Пол    | Остале услужне активности | Приватна домаћинства          | Екстериторијалне организације и тела | Непознато            | Непознато                     |
| Мушки  | 0                         | 0                             | 0                                    | 2                    | 2                             |
| Женски | 0                         | 0                             | 0                                    | 0                    | 0                             |
| УКУПНО | 0                         | 0                             | 0                                    | 2                    | 2                             |